# Дзбенін (гміна Жекунь)
Дзбенін (пол. Dzbenin) — село в Польщі, у гміні Жекунь Остроленцького повіту Мазовецького воєводства.
Населення — 723 особи (2011).
У 1975-1998 роках село належало до Остроленцького воєводства.

## Демографія
Демографічна структура станом на 31 березня 2011 року:
|          | Загалом | Допрацездатний вік | Працездатний вік | Постпрацездатний вік |
| -------- | ------- | ------------------ | ---------------- | -------------------- |
| Чоловіки | 365     | 94                 | 254              | 17                   |
| Жінки    | 358     | 77                 | 233              | 48                   |
| Разом    | 723     | 171                | 487              | 65                   |